# Longkou
Longkou (龙口市S, LóngkǒuP) è una città-contea della Cina, situata nella provincia dello Shandong e amministrata dalla prefettura di Yantai.